# Dorylomorpha confusa
Dorylomorpha confusa är en tvåvingeart som först beskrevs av George Henry Verrall 1901.  Dorylomorpha confusa ingår i släktet Dorylomorpha och familjen ögonflugor. Arten är reproducerande i Sverige. Inga underarter finns listade i Catalogue of Life.